# Цілком таємно (сезон 10)
Десятий сезон американського фантастичного телесеріалу «Цілком таємно» стартував 24 січня 2016 року на телеканалі Fox. Серіал продовжує оповідати історію спеціальних агентів Федерального бюро розслідувань (ФБР) — Фокса Малдера (Девід Духовни) та Дейни Скаллі (Джилліан Андерсон). Після тривалої перерви в роботі головні герої повертаються до розслідування справ, що стосуються паранормальних і загадкових явищ, знані як справи з грифом «X».

## У ролях

### Головні ролі
- Девід Духовни — Фокс Малдер, спеціальний агент ФБР, який повертається працювати в спеціальний відділ з грифом «X». Він як і раніше вірить у паранормальні явища та існування позаземного життя, хоча, протягом усього серіалу, його віра починає коливатися.
- Джилліан Андерсон — Дейна Скаллі, спеціальний агент ФБР, лікар і вчена, яка повертається працювати в спеціальний відділ з грифом «X». Спочатку скептик, з часом стає відкритішою до можливості існування паранормальних явищ.
- Мітч Піледжі — Волтер Скіннер, помічник директора ФБР і союзник Малдера та Скаллі.

### Другорядні ролі
- Вільям Брюс Девіс — Курець
- Джоель Макгейл — Тед О'Мейлі
- Лорен Емброуз[en] — Ліз Ейнштейн
- Роббі Амелл — Кід Міллер
- Аліза Веллані[en] — Сандіп
- Аннабет Гіш — Моніка Рейес
- Том Брейдвуд — Мелвін Фрогікі
- Брюс Гарвуд[en] — Джон Фітцджеральд Байєрс
- Дін Гаґлунд[en] — Річард Ленглі
- Шейла Ларкен[en] — Маргарет Скаллі
- Аннет Махендру[en] — Свєта
- Різ Дербі[en] — Манн
- Кумейл Нанджіані — Паша

## Епізоди
Епізоди позначені подвійним хрестиком () належать до міфології серіалу.
| № п/п | № в сезоні | Назва                                                                                     | Режисер      | Сценарист    | Оригінальний показ | Оригінальний показ українською | Код    | Рейтинг |
| --- | ---------- | ----------------------------------------------------------------------------------------- | ------------ | ------------ | ------------------ | ------------------------------ | ------ | ------- |
| 203 | 1          | «My Struggle » · «Моя боротьба»                                                           | Кріс Картер  | Кріс Картер  | 24 січня 2016      | 23 лютого 2016                 | 1AYW01 | 16.19   |
| За розпорядженням помічника директора ФБР — Волтера Скіннера, Дейна Скаллі зв'язується з Фоксом Малдером, з метою, щоб він ознайомився з правим інтернет-каналом Теда О'Мейлі. О'Мейлі повідомляє, що ідея вторгнення інопланетян є димовою завісою справжньої діяльності уряду, і він стверджує, що у нього є докази. |            |                                                                                           |              |              |                    |                                |        |         |
| 204 | 2          | «Founder's Mutation» «Мутація засновника»                                                 | Джеймс Вонг  | Джеймс Вонг  | 25 січня 2016      | 23 лютого 2016                 | 1AYW05 | 9.67    |
| Вчений, який працював на Міністерство оборони США, вчиняє самогубство. Під час розслідування Малдер та Скаллі виходять на таємну лабораторію, де десятиліттями вивчають дітей з генетичними захворюваннями. |            |                                                                                           |              |              |                    |                                |        |         |
| 205 | 3          | «Mulder and Scully Meet the Were-Monster» «Малдер і Скаллі зустрічають дволикого монстра» | Дарін Морган | Дарін Морган | 1 лютого 2016      | 24 лютого 2016                 | 1AYW03 | 8.37    |
| Малдер та Скаллі розслідують загадкові вбивства, які здавалося б, не пов'язані. Врешті-решт, Малдер виходить на "монстра", ящірку-істоту, яка після укусу людини перетворюється на людину протягом дня. |            |                                                                                           |              |              |                    |                                |        |         |
| 206 | 4          | «Home Again» «Знову вдома»                                                                | Глен Морган  | Глен Морган  | 8 лютого 2016      | 24 лютого 2016                 | 1AYW02 | 8.31    |
| Малдер та Скаллі вирушають на розслідування вбивства міського чиновника. Тим часом Скаллі стикається з особистою трагедією, яка знову пробуджує почуття до сина, якого вона віддала на всиновлення. |            |                                                                                           |              |              |                    |                                |        |         |
| 207 | 5          | «Babylon» «Вавилон»                                                                       | Кріс Картер  | Кріс Картер  | 15 лютого 2016     | 25 лютого 2016                 | 1AYW04 | 7.07    |
| Спеціальні агенти ФБР намагаються встановити контакт з підривником, який перебуває в коматозному стані. Коли Скаллі шукає інструменти в неврології, Малдер спирається на містику і зважується на відчайдушний крок. За діяльністю досвідчених агентів спостерігають молоді, яких теж мучать думки сумніву.             |            |                                                                                           |              |              |                    |                                |        |         |
| 208 | 6          | «My Struggle II » · «Моя боротьба II»                                                     | Кріс Картер  | Кріс Картер  | 22 лютого 2016     | 25 лютого 2016                 | 1AYW06 | 7.60    |
| Розслідування, яке розпочав Фокс Малдер разом з активістом Тедом О'Мейлі привертає дедалі більше уваги. Тим часом Скаллі стає свідком розповсюдження смертельно небезпечного вірусу проти якого сама шукає способи боротьби. Малдер виходить на людей, які на його думку, причетні до цього.                           |            |                                                                                           |              |              |                    |                                |        |         |

## Виробництво

### Передумови
Телесеріал «Цілком таємно» транслювався в американській телемережі «Фокс» з 1993 по 2002 роки та висвітлював пригоди федеральних агентів Фокса Малдера (Девід Духовни) й Дейни Скаллі (Джилліан Андерсон) під час розслідувань злочинів, пов'язаних з паранормальними явищами. Серіал також породив два повнометражних фільми: однойменний фільм 1998 року та «Секретні матеріали 2: Хочу вірити» 2008 року. У декількох інтерв'ю напередодні релізу останнього, творець серіалу Кріс Картер повідомив, що в разі успіху «Я хочу вірити» в прокаті, заплановано вихід також і третього фільму наприкінці 2012 року, що поверне події до міфології телесеріалу і концентруватиметься на інопланетному вторгненні й колонізації Землі, про яку йшлося у фіналі серіалу. У жовтні 2009 Духовни повідомив, що він не проти взяти участь у третьому фільмі, але не знає, чи буде в нього така нагода. Андерсон заявила в серпні 2012, що третій фільм «має гарні перспективи». На Нью-Йоркському фестивалі «Комік-Кон», що відбувся 10-13 жовтня 2013 року, Духовни та Андерсон підтвердили що вони разом з Картером зацікавлені в створенні третього фільму. При цьому Андерсон заявила, що «коли для зацікавлення „Фокс“ у проєкті необхідне заохочення з боку фанів, то мабуть так воно й станеться». 17 січня 2015 року голова правління та генеральний директор телевізійної групи «Фокс» Ґері Ньюман визнав, що компанія зацікавлена у відновленні серіалу «Цілком таємно», але не у вигляді кінофраншизи, а у форматі мінісеріалу.

### Кастинг

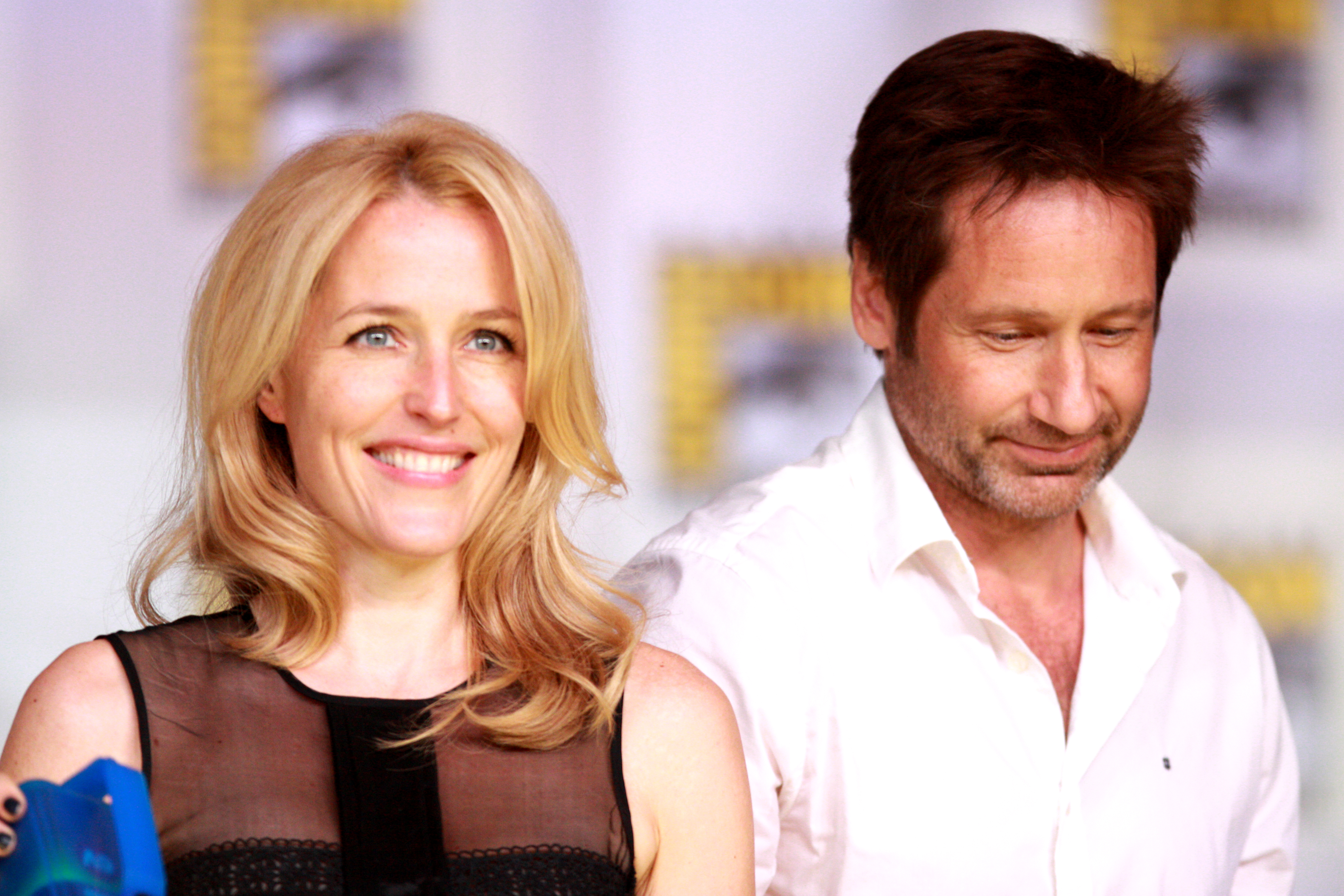
У мінісеріалі візьмуть участь Джилліан Андерсон (ліворуч) та Девід Духовни (праворуч), які повернуться до своїх ролей Дейни Скаллі та Фокса Малдера відповідно.

Коли Ньюман висловив намір телемережі повернутися до серіалу, він зазначив, що до відновленого проєкту ввійдуть «усі ключові гравці»: Картер, Духовни і Андерсон. Голова «Fox TV Group» Дейна Волден пізніше зазначила, що пошук ідеального часу, коли всі ключові члени проєкту будуть вільні, може стати серйозною проблемою. Під час повідомлення про відновлення серіалу, Духовни працював у серіалі каналу NBC — «Водолій», а Андерсон була задіяна в телесеріалі британського каналу BBC — «Падіння». Втім, обидві зірки висловили своє бажання повернутись у серіал: ще перед оголошенням Ньюмана, Андерсон заявила, що вона буде «до біса задоволена» у разі поновлення серіалу, а Духовни зазначив, що буде «більш ніж щасливий» повернутися до ролі Малдера.
Спочатку було повідомлено, що Мітч Піледжі, виконавець ролі Волтера Скіннера в серіалі, теж отримав запрошення та що «інші ключові учасники акторського складу також повернуться». Вільям Б. Девіс, актор, що зобразив Курця, також зазначив, що в нього цікавились щодо його доступності на період літа 2015, чим натякнув на повернення свого персонажа в тій чи іншій формі. Пізніше Духовни повідомив під час своєї появи 31 березня 2015 року в розважальній передачі «Late Show with David Letterman», що як Піледжі, так і Девіс візьмуть участь в мінісеріалі. В інтерв'ю сайту XFilesNews.com Картер висловив надію, що Роберт Патрік та Еннабет Ґіш знову зіграють ролі Джона Доґґетта та Моніки Рейес відповідно, хоча ступінь їхньої залученості залежатиме від їхньої зайнятості в поточних проєктах. Лорі Голден також не виключила свого повернення до ролі Маріти Коваррубіас.

### Знімання
В березні 2015 декілька джерел заявили, що компанія планує запустити у виробництво короткий сезон з менш ніж 10 епізодів, за попереднім припущенням — з шести. Рішення скоротити довжину сезону до лише декількох серій було пов'язано з тим фактом, що компанії довелося шукати вільне місце в щільних робочих графіках Духовни та Андерсон; сам Духовни зазначив, що не зацікавлений в повноцінному сезону й заявив: «Ми вже старі, в нас більше немає завзяття на цілий сезон». У статті також повідомлялось, що у разі відсутності перешкод, знімання почнеться влітку 2015. Також Картер і Девіс підтвердили, що серіал повертається для знімання у Ванкувер.

## Прийом

### Рейтинги
Ще перед початком знімання анонімне джерело всередині компанії повідомило, що «Фокс» зацікавлена у відновленні серіалу через велику ймовірність рейтингового успіху. Припускалось, що успіх мінісеріалу 24: Live Another Day, який транслювався 2014 року, надихнув Фокс на поновлення «Цілком таємно».

### Нагороди та номінації
| Рік  | Нагорода | Категорія                                 | Номінація                              | Результат |
| ---- | -------- | ----------------------------------------- | -------------------------------------- | --------- |
| 2016 | «Сатурн» | Найкращий науково-фантастичний телесеріал | «Цілком таємно»                        | Номінація |
| 2016 | «Сатурн» | Найкращий актор на телебаченні            | Девід Духовни за роль Фокса Малдера    | Номінація |
| 2016 | «Сатурн» | Найкраща акторка на телебаченні           | Джилліан Андерсон за роль Дейни Скаллі | Номінація |